# Leipziger Volkszeitung

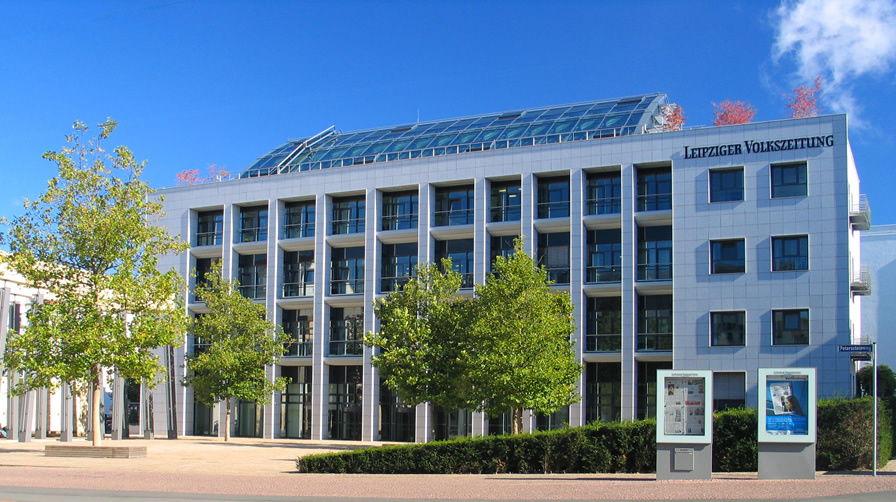
Redaktionshuset i Leipzig.

Leipziger Volkszeitung (förkortas LVZ) är en tysk regional dagstidning med huvudredaktion i Leipzig, grundad 1894. Den ges ut med sexdagarsutgivning måndag–lördag. LVZ är den enda tryckta regionala dagstidningen i Leipzigs storstadsområde och hade en såld daglig upplaga på 182 440 exemplar 2:a kvartalet 2016. Chefredaktör är sedan 2012 Jan Emendörfer.

## Historia
Tidningen grundades 1894 med Bruno Schönlank som förste chefredaktör och var under början av 1900-talet en av de mest inflytelserika socialdemokratiska dagstidningarna. Andra inflytelserika redaktörer på tidningen under dess tidiga historia var Wilhelm Blos, Franz Mehring och Rosa Luxemburg; Luxemburg lämnade dock redaktionen 1902 efter endast tre månader på grund av interna konflikter. Mehring blev ensam chefredaktör fram till 1907, då han efterträddes av Paul Lensch.
1913 övertog Hans Bloch chefredaktörsposten. Under första världskriget var tidningen organ för vänsterflygeln inom SPD kring Rosa Luxemburg, och tidningen övergick i USPD:s ägo från partisplittringen 1917 till återföreningen med SPD 1922. Tidningen förbjöds under Nazityskland 1933. 

Östtyska ERA:s logotyp

1946 återuppstod tidningen i den sovjetiska ockupationszonen som regionalt partiorgan för SED i nordvästra Sachsen, vilket den förblev under Östtyskland fram till Tysklands återförening.
Efter återföreningen privatiserades tidningen genom försäljning från statliga Treuhand 1991 till Verlagsgesellschaft Madsack och Axel Springer AG. 2009 sålde Springerförlagen sin del till Madsack, som sedan dess är helägare till tidningen. SPD har genom medieholdingbolaget ddvg en 20-procentig andel i Madsackgruppen.

## Utbredningsområde och lokalutgåvor
Tidningen distribueras huvudsakligen i Leipzigs storstadsområde i nordvästra Sachsen samt i östra Thüringen och sydöstra Sachsen-Anhalt. Tidningen ges ut under olika lokala namn med lokalredaktioner i följande städer:

### Under lokalt namn
- Döbelner Allgemeine Zeitung (DAZ) i Döbeln
- Oschatzer Allgemeine (OAZ) i f.d. Kreis Oschatz
- Torgauer Zeitung (TZ) i Torgau
- Osterländer Volkszeitung (OVZ) i Altenburg
- Dresdner Neueste Nachrichten (DNN) i Dresden

### Som LVZ med undertitel
- Delitzsch-Eilenburger Kreiszeitung i Delitzsch och Eilenburg
- Muldentalzeitung i Grimma och Wurzen
- Borna-Geithainer Zeitung i Borna och Geithain